# Hauteville-lès-Dijon
Hauteville-lès-Dijon é uma comuna francesa na região administrativa da Borgonha-Franco-Condado, no departamento de Côte-d'Or. Estende-se por uma área de 9 km². Em 2010 a comuna tinha 1 243 habitantes (densidade: 138,1 hab./km²).